# Vooruit (politieke partij)
Vooruit (voorheen Socialistische Partij (SP) en Socialistische Partij Anders (sp.a)) is een Vlaamse sociaaldemocratische politieke partij. Ze wordt beschouwd als een centrumlinkse bestuurspartij. Sinds 18 juli 2024 wordt ze voorgezeten door Conner Rousseau, nadat hij opnieuw verkozen werd als voorzitter. 
Vooruit stamt af van de Belgische Werkliedenpartij uit 1885. In 1978 splitste de Belgische Socialistische Partij zich op in twee zelfstandige partijen in Vlaanderen en Wallonië. In 1980 ging de Vlaamse partij verder als de Socialistische Partij (SP). SP werd in 2001 de sp.a (Socialistische Partij Anders) en heet sinds 2021 Vooruit. Naar stemmenaantal is het de derde partij van Vlaanderen (2024) en naar ledenaantal de vierde (2017).
Ze is vertegenwoordigd in het Brussels, Vlaams, Federaal en Europees Parlement, zetelt in vijf provincieraden en komt op in ongeveer 270 van de 300 Vlaamse gemeenten. Sinds de lokale verkiezingen van 2018 zit ze in een derde van de gemeenten in het bestuur en levert ze 13 van de 300 Vlaamse burgemeesters. Sinds 30 september 2024 is Vooruit vertegenwoordigd in de Vlaamse regering-Diependaele. Melissa Depraetere is viceminister-president en minister voor Wonen, Energie en Klimaat, Toerisme en Jeugd. Caroline Gennez is minister voor Welzijn, Armoedebestrijding, Cultuur en Gelijke Kansen. Sinds 3 februari is de partij ook op het federale niveau vertegenwoordigd in de regering-De Wever. Frank Vandenbroucke (politicus) is naast derde vicepremier ook minister voor Sociale Zaken en Volksgezondheid, belast met Armoedebestrijding. Rob Beenders maakte zijn rentree in de politiek en is minister voor Consumentenbescherming, Sociale Fraudebestrijding, Personen met een handicap en Gelijke Kansen. De partij en haar voorlopers hebben sinds 1911 vaak deelgenomen aan federale regeringen en bestuurden van 1988 tot 2014 onafgebroken mee op Vlaams niveau.

## Geschiedenis

### Voorgeschiedenis
De partij is de Vlaamse afstammeling van de Belgische Werkliedenpartij (BWP) die in 1885 werd gesticht. Voordien bestonden er in Vlaanderen andere, kortdurende socialistische partijen, zoals de Vlaamse Socialistische Arbeiderspartij en de Belgische Socialistische Arbeiderspartij. De BWP werd tijdens de Tweede Wereldoorlog de Belgische Socialistische Partij (BSP). In 1978 splitste de partij in de Parti Socialiste (PS) en een Vlaamse partij, die nog twee jaar BSP heette en in 1980 SP werd gedoopt.

### 1978–2001: Socialistische Partij
In 1978 splitste de unitaire BSP-PSB zich in twee onafhankelijke partijen in Wallonië en Vlaanderen. Terwijl de Waalse vleugel de naam Parti Socialiste (PS) aan nam, bleef de Vlaamse vleugel de oude naam Belgische Socialistische Partij (BSP) voeren. Pas in 1980 liet de partij de "b" uit haar naam vallen en ging ze verder als Socialistische Partij (SP). Thema's als vrouwenemancipatie, milieu en hulp aan de derde wereld werden ook deel van het programma.
Achter partijkopstuk Karel Van Miert schaarde zich in het begin van de jaren tachtig een generatie zogenaamde 'jonge Turken', partijvernieuwers. Hun optreden in de oppositieperiode van 1981 tot 1987 bracht een andere manier van politiek bedrijven. Het Doorbraakmanifest werd onder hun invloed vergezeld van een interne partijvernieuwing: pragmatisch radicalisme en levenbeschouwelijke openheid en diversiteit werden statutair verankerd in de organisatie van de partij.
De SP had inmiddels een lange periode van besturen achter de rug als coalitiepartner van de ogenschijnlijk eeuwige regeringspartij CVP. België werd in die dagen een CVP-staat genoemd waarin corruptie, politieke benoemingen en cliëntelisme hoogtij vierden. In die hoedanigheid kwam de partij in 1995 in opspraak met de zaak rond smeergeld voor Agusta-helikopters, een zaak die de toenmalige NAVO-secretaris-generaal Willy Claes de kop kostte. Louis Tobback kon een kleine winst boeken met de campagne 'Uw sociale zekerheid' ondanks het Agustaschandaal. De SP deed een regeringsdeelname onder Dehaene II. De affaire Dutroux in 1996, gevolgd door de Witte Marsen zetten het land en de politiek op z'n kop. In 1998 werd Louis Tobback Minister van Binnenlandse Zaken en werd opgevolgd door Fred Erdman als voorzitter. In 1999 volgt de dioxinecrisis. Ook de SP leed er zwaar onder: vele politieke kopstukken moesten opstappen. Later ging men voorzitter Fred Erdman beschouwen als een overgangsfiguur. De electorale nederlaag in 1999 door de dioxinecrisis zorgde voor zijn vroegtijdig vertrek, hij werd opgevolgd door Patrick Janssens. In 1999 kwam er een paarsgroene federale regering.
In de jaren 2000 kwam de partij, door Frank Vandenbroucke, onder invloed van de Derde Weg, een soort middenweg tussen liberalisme en sociaaldemocratie. Die tendens ontstond bij Anthony Giddens, Tony Blair en het New Labour in het Verenigd Koninkrijk. In Duitsland noemde men deze beweging Neue Mitte (geassocieerd met Gerhard Schröder).

### 2001–2021: sp.a

Partijlogo van 2001 tot 2010

Patrick Janssens startte een vernieuwing en generatiewissel. De partijnaam werd in 2001 herdoopt tot Socialistische Partij Anders (sp.a) met als ondertitel Sociaal Progressief Alternatief. In 2003 werd Janssens burgemeester van Antwerpen en werd als voorzitter opgevolgd door de Limburger Steve Stevaert. Onder Steve Stevaert werkte de partij verder aan de vernieuwing en verbreding die door diens voorganger was ingezet, onder meer met een ideologische herbronning (Het Groot Onderhoud) en de samenwerking met het links-liberale Spirit.

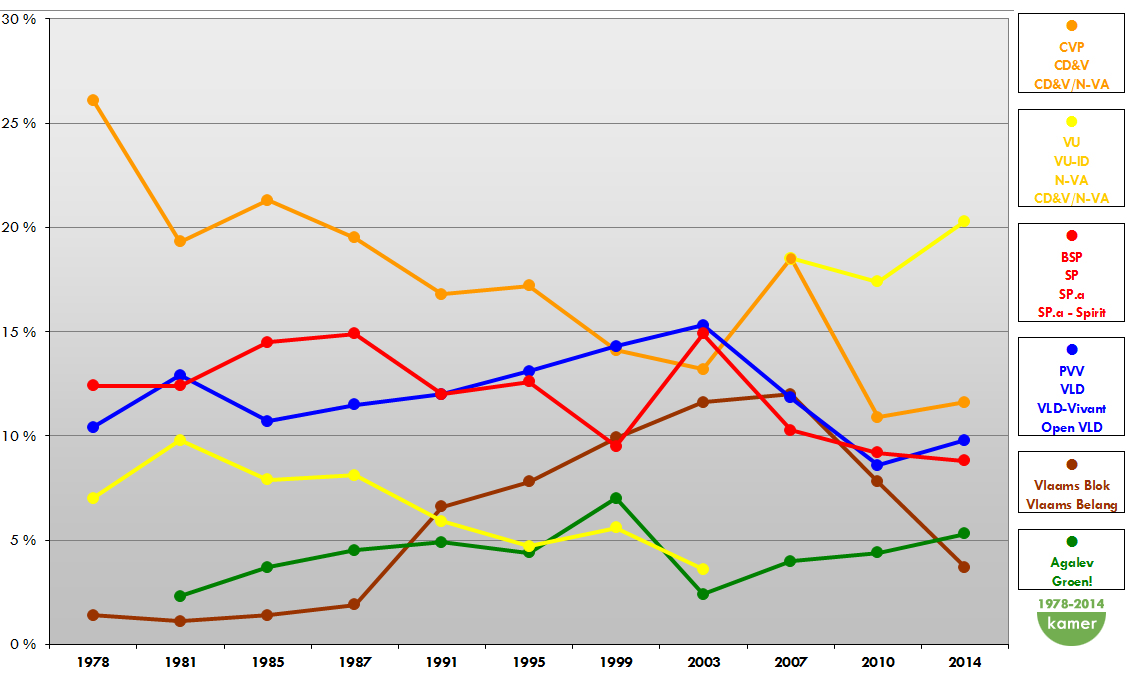
De grootste zes Vlaamse partijen en hun behaalde resultaten voor de Kamer van volksvertegenwoordigers. Van 1978 tot en met 2014, uitgedrukt in procenten voor 'Het Rijk'.

De partij trok onder leiding van Johan Vande Lanotte naar de verkiezingen met de projectlijst. Deze moest ervoor zorgen dat er meer arbeiders in het parlement zouden komen. Uiteindelijk verliest de partij 9 zetels in de kamer. De partij kiest daarop voor de oppositiebanken. Als gevolg van de verkiezingsnederlaag in juni 2007 trekt Johan Vande Lanotte zich terug als partijvoorzitter. Caroline Gennez stelt zich samen met Dirk Van der Maelen kandidaat voor het voorzitterschap. Tegenkandidaat was Erik De Bruyn, die tijdens de campagne door Gennez een 'communist' genoemd werd - een incident dat breed uitgesmeerd werd in de pers. Op het partijcongres van 21 oktober worden Gennez en Van Der Maelen overtuigend verkozen. Tegen alle verwachtingen in kreeg echter ook De Bruyn de steun van heel wat partijafdelingen, waaronder de grootste sp.a-afdeling: Antwerpen. Erik De Bruyn en zijn running mate Elke Heirman behaalden 33,6 procent van de stemmen. Aan deze nederlaag is een fors prijskaartje van 1,3 miljoen euro per jaar verbonden en ontslag van ongeveer 300 medewerkers. De wegvallende ministeriële afdrachten aan de partijkas moeten ook in mindering gebracht worden.
Eind november 2008 werd het kartel met de VlaamsProgressieven (Vl.Pro.) opgezegd. Dit gebeurde na het ontslag van Bettina Geysen als voorzitter van Vl.Pro. en na het voorstel van Geert Lambert om met zijn partij een zelfstandige koers te varen. Vl.Pro.-oprichter Bert Anciaux dacht hier anders over: hij wilde bij de regionale en Europese verkiezingen van juni 2009 nog een laatste keer in kartel met de sp.a opkomen. Daarna moest er volgens hem worden gezocht naar een nieuwe formule. Dat kwam in de praktijk neer op een samensmelting van Vl.Pro met sp.a. Tijdens een partijraad van Vl.Pro. schaarde 68% zich echter achter het voorstel van Lambert. Daarmee had het progressief kartel sp.a/Vl.Pro formeel ophouden te bestaan. Daardoor trok toenmalig Vlaams minister Anciaux volledig de deur dicht met de VlaamsProgressieven. Hij begon daarop te onderhandelen met de sp.a tot een mogelijke aansluiting. Vrij snel werd duidelijk dat de socialisten hem niet zonder slag of stoot zouden aanvaarden. Vooral sp.a Rood vreesde dat de komst van Anciaux de partij enkel nog meer zou vervagen. Uiteindelijk stapte Anciaux midden januari 2009 toch over. Hij deed dat nadat de partij haar baseline wijzigde van Sociaal Progressief Alternatief naar Socialisten en Progressieven Anders. Voorzitter Caroline Gennez stelde voor om de partijnaam te veranderen in Socialisten en Progressieven Anders maar werd teruggefloten door enkele prominente partijleden. Enkele zwaargewichten binnen de partij, waaronder Louis Tobback en Freddy Willockx, stelden dat dit niet kon zonder goedkeuring van een algemeen ledencongres. Het partijbureau kwam tot het compromis om enkel de baseline te veranderen. Anciaux was trouwens niet de enige ex-Vl.Pro'er die de overstap maakte. Onder anderen Brussels parlementslid Fouad Ahidar, Stijn Bex, Joris Vandenbroucke en Jan Roegiers gingen hem vooraf. Het sp.a-partijbureau keurde tezelfdertijd ook een koepeltekst goed die de inleiding moest worden voor het verkiezingsprogramma van de Vlaamse socialisten, dat op 8 maart definitief zou worden vastgelegd op een algemeen ledencongres. In de tekst stond onder andere dat de partij openstond voor nieuwe progressieve kandidaten.
In de aanloop naar de regionale en Europese verkiezingen weigerde Caroline Gennez haar mandatarissen PVDA de nodige handtekeningen te verschaffen om deel te kunnen nemen. sp.a werd in Vlaanderen bij de regionale verkiezingen van 7 juni 2009 de op twee na grootste partij met slechts 712 stemmen verschil met Vlaams Belang. De partij behaalt een resultaat van 15,27% (627.852 stemmen) en haalt 19 zetels binnen. Formateur Kris Peeters vormde een coalitieregering met CD&V, N-VA en sp.a in juli 2009 waarbij de sp.a drie ministers leverde aan de Regering-Peeters II, met name Ingrid Lieten, Freya Van den Bossche en Pascal Smet. Bij de Federale verkiezingen 2010 werd ze de derde partij in Vlaanderen en samen met de PS de grootste politieke familie in het parlement. De partij verloor licht ten opzichte van de federale verkiezingen in 2007. In de kieskringen Antwerpen en Limburg ging elk één zetel verloren voor de Kamer. In West-Vlaanderen boekte ze één zetel winst en in de kieskring Leuven werd ze met lijsttrekker Bruno Tobback de tweede partij. Ze behaalde 14,6% (659.043 stemmen) en haalde daarmee dertien zetels binnen voor de Kamer. In de Senaat behield de partij haar zeven zetels met een resultaat van 15,31% (613.091 stemmen). (Geert Lambert werd onafhankelijke na de breuk van het kartel sp.a-Spirit. Daardoor had de partij slechts zes zetels voor de verkiezingen.) De sp.a kreeg 15.000 euro extra federale overheidstoelagen voor haar verkozenen in Kamer en Senaat wat het totaal op 3,01 miljoen euro bracht. Ze kreeg ook 4,4 meer personeelsleden dan voorheen, wat het totaal op 41,14 bracht. De formatieonderhandelingen liepen moeizaam - ze waren de langstdurende formatie in de geschiedenis van België en duurde 541 dagen. De formatie werd uiteindelijk op 6 december 2011 afgerond met de eedaflegging van de regering-Di Rupo, waarin sp.a twee ministers (Johan Vandelanotte en Monica De Coninck) en één staatssecretaris (John Crombez) had.
In 2011 stelde Bruno Tobback zich kandidaat om ontslagnemend partijvoorzitster Gennez op te volgen als voorzitter van de sp.a. Hij was de enige kandidaat, en op 18 september 2011 hield zijn partij een congres in Nieuwpoort waarbij hij officieel verkozen werd met 96,6% van de stemmen. Joke Quintens werd hierbij verkozen tot ondervoorzitster van de partij. De partij kondigt een ruk naar links aan en richt in de schoot van de socialistische beweging de coöperatie Samen Sterker op. Deze coöperatieve heeft als doel door samenaankopen de prijzen te drukken. De bekendste producten zijn de samenaankopen van gas en elektriciteit, maar er is ook de mogelijkheid om de krachten te bundelen bij de aankoop van autoverzekeringen, isolatiemateriaal, elektrische fietsen, brandhout etc.

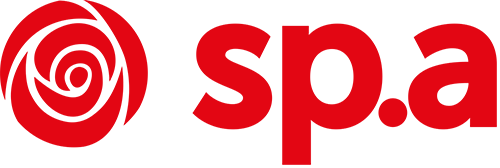
Partijlogo van 2018 tot aan de naamsverandering in 2021

In de aanloop naar de moeder aller verkiezingen van 2014 was er een hevige linkse broederstrijd tussen sp.a, PVDA en Groen enerzijds en een links-rechts-strijd tegen N-VA anderzijds waar te nemen. Lijsttrekkers voor de Vlaamse verkiezingen waren John Crombez (West-Vlaanderen), Freya Van den Bossche (Oost-Vlaanderen), Caroline Gennez (Antwerpen), Ingrid Lieten (Limburg), Bruno Tobback (Vlaams-Brabant) en Yamila Idrissi (Brussel). Voor de federaal verkiezingen waren dit respectievelijk Johan Vande Lanotte (West-Vlaanderen), Karin Temmerman (Oost-Vlaanderen), Monica De Coninck (Antwerpen), Peter Vanvelthoven (Limburg) en Hans Bonte (Vlaams-Brabant), voor de Europese verkiezingen ten slotte was Kathleen Van Brempt lijsttrekster en voormalig federaal secretaris van het ABVV Eddy Van Lancker lijstduwer. De partij haalde voor de Kamerverkiezingen 14,2% (-0,8%) in Vlaanderen. Gezien over heel het land, haalde de partij 8,8%. De partij bleef hierdoor stabiel op 14 zetels. Bij de Vlaamse verkiezingen, die op dezelfde dag werden gehouden, strandde sp.a op 13,96% (-1,3%). Hierdoor verloor de sp.a in het Vlaams Parlement een zetel, waardoor ze er 18 overhielden, een laagterecord. Op beide niveaus was de partij daardoor de vierde Vlaamse partij, na N-VA, CD&V en Open Vld. Door de uitslag op Vlaams niveau kreeg de sp.a vier gemeenschapssenatoren en door de uitslag voor de Kamer één gecoöpteerd senator. Opvallend waren evenwel de regionale verschillen in de uitslagen, zo boekte de partij 2,5% winst (federale verkiezingen) in kieskring West-Vlaanderen, maar verloor ze 2,7% voor diezelfde verkiezingen in kieskring Antwerpen. Dezelfde tendens viel eveneens op bij de Vlaamse verkiezingen waar de partij 3,6% in kieskring Antwerpen en 2,6% in Vlaams-Brabant moest prijsgeven, maar in Brussel (+ 1,4%) en West-Vlaanderen (+2,2%) groeide. Kort nadat de verkiezingsuitslagen bekend werden, werden er door verschillende partijkopstukken vragen gesteld bij een langer verblijf van Tobback op de Grasmarkt. Zo werd onder andere Combrez genoemd als mogelijke opvolger. Tobback zelf probeerde de kritiek te blussen door te vergelijken met de uitslag van de gemeenteraadsverkiezingen 2012, toen sp.a strandde op 12,5 procent. Op de partijcongres van 5 juni 2016 werden de partijstatuten vernieuwd. Een wijziging in de statuten is het cumulverbod. De partij maakt zich sterk dat burgemeesters en schepenen van grote gemeenten voortaan niet meer in het parlement mogen zetelen. Er is een uitzondering voor burgemeesters in gemeenten met minder dan 20.000 inwoners en voor schepenen en OCMW-voorzitters in gemeenten met minder dan 30.000 bewoners. Toenmalig voorzitter John Crombez kreeg in 2019 een uitzondering op zijn eigen cumulverbod net zoals huidig voorzitter Conner Rousseau dit kreeg in 2019.

### 2021–heden: Vooruit

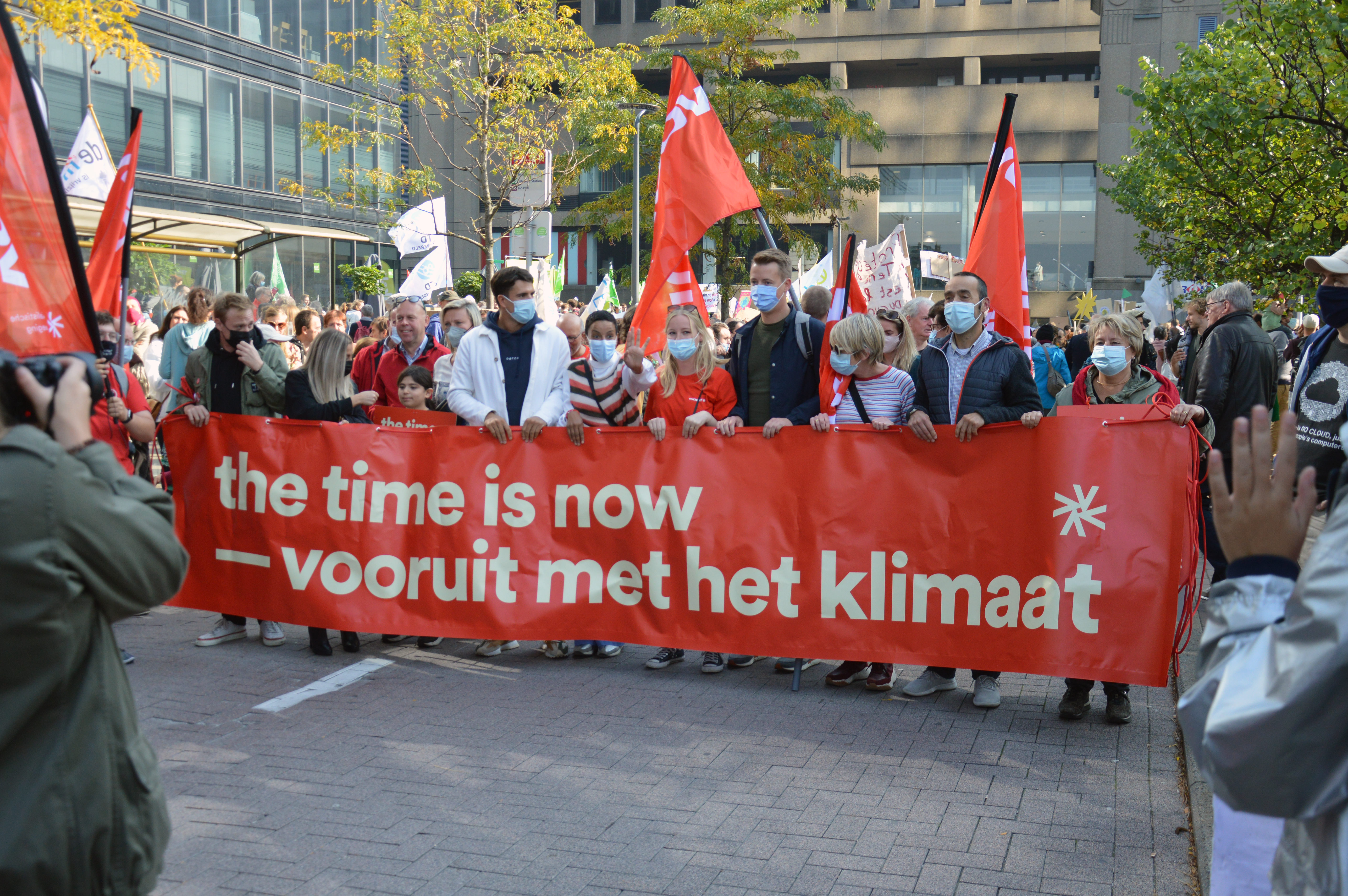
Kopstukken van Vooruit tijdens een klimaatdemonstratie op 10 oktober 2021

Toen Conner Rousseau voorzitter werd in 2019, begon een vernieuwingsoperatie binnen de partij. De interne organisatie werd gewijzigd. Op 9 september 2020 kondigde Rousseau een nieuwe naam aan: Vooruit. De naamswijziging werd doorgevoerd op 21 maart 2021. Vooruit noemt zichzelf geen partij, maar een "socialistische beweging". Op de naam Vooruit kwam kritiek van lokale partijen met dezelfde naam. Ook Kunstencentrum Vooruit in Gent was niet blij. De Vlaamse kunstinstelling veranderde zijn naam naar Kunstencentrum VIERNULVIER in mei 2022.
Op het partijcongres van 3 december 2022 werd het cumulverbod dat in 2016 werd gestemd, alweer versoepeld. Dit op voorstel van voorzitter Conner Rousseau.
Op 17 september 2023 nam voorzitter Conner Rousseau ontslag als voorzitter na een rel omtrent racistische en seksistische uitspraken die hij op 13 september had gedaan. Op 18 november werd Melissa Depraetere aangesteld als interim-partijvoorzitster. Op 18 juli 2024 werd Rousseau echter opnieuw voorzitter van de partij.

## Ideologie
Vooruit is een centrumlinkse partij. Gemeten aan de hand van kiesprogramma's is Vooruit ongeveer even links als Groen en beduidend linkser dan CD&V en Open Vld, maar minder links dan PVDA. Vooruit, Groen en PVDA zijn ongeveer even progressief op socio-culturele thema's. Zoals bij andere partijen in België, is Vooruit over het algemeen ietwat minder links en progressief dan haar Franstalige zusterpartij.
Gelijke kansen en solidariteit, het basisidee van het socialisme, staan voor de partij centraal. De partij streeft ernaar dat degenen die het meest verdienen of het grootste vermogen bezitten, ook de hoogste belastingen betalen, zodat de overheid kan voorzien in de behoeften van mensen die het minder breed hebben. Vooruit richt zich op het beschermen van de koopkracht van de gewone burger door maatregelen te nemen bij grote vermogens. Ze verzet zich tegen bezuinigingen op sociale zekerheid en pleit voor investeringen, vooral in onderwijs en gezondheidszorg.
Op verzoek van VRT NWS verwoordt Vooruit in 2024 haar drie belangrijkste standpunten als volgt:
- Meer koopkracht voor wie werkt.
- Betaalbare en kwaliteitsvolle gezondheidszorg voor iedereen.
- Investeren in de eerste levensjaren van jongeren met betaalbare kinderopvang en een leerkracht voor de klas.

In de spreektaal en de media wordt de partij aangeduid met "de socialisten", soms met "de sociaaldemocraten". In Europese verzorgingsstaten wordt sociaaldemocratie traditioneel gelijkgesteld met socialisme, hoewel het socialisme ook andere strekkingen kent.

### Geschiedenis
Vooruit is de Vlaamse erfgenaam van de Belgische Werkliedenpartij (BWP), die in 1885 werd opgericht. De partij en haar voorlopers hanteren sinds het begin een sociaaldemocratische analyse en strategie. Hoewel de BWP streefde naar een socialistische samenleving, hing ze van in het begin een reformistisch, niet-revolutionair socialisme aan, dat verandering wilde teweegbrengen door middel van verkiezingen en het parlement. Tussen 1875 en 1899 werden er in heel Europa sociaaldemocratische partijen opgericht met diezelfde politieke analyse. Het Charter van Quaregnon uit 1894 was een belangrijke neerslag van de ideologie van de partij.
In de jaren 1930 wisselde de partij onder Hendrik de Man haar droom voor een socialistische samenleving in voor een gemengde economie, en niet enkel ten dienste van de arbeidersklasse maar het hele volk. Politicologen duiden deze stroming binnen de sociaaldemocratie aan als neosocialisme. Hoewel na de Man, die had gecollaboreerd met de nazi's, een nieuwe generatie leiders opstond binnen de Belgische Socialistische Partij (BSP), bouwden ze verder op het neosocialisme en kozen ze voor klassencollaboratie en corporatisme. In de economisch voorspoedige eerste decennia na de Tweede Wereldoorlog bouwde de partij mee aan de verzorgingsstaat.
Vanaf de jaren 60 verschoof de ideologie op verschillende vlakken. De tot dan unitaire partij raakte stapsgewijs, en finaal in 1978, verdeeld in een Vlaamse en Franstalige partij. In Vlaanderen werd aanknoping gezocht bij de nieuwe thema's van de tegencultuur van de jaren 1960, zoals milieu en vrouwenrechten, en ontwikkelde de partij een socio-economisch beleid dat niet volledig afhankelijk was van economische groei. Vanaf de jaren 70 maakte het neoliberalisme opmars, en ook de sociaaldemocraten werden erdoor beïnvloed. Men spreekt van de derde weg. In de jaren 90 voerden socialistische ministers neoliberaal besparingsbeleid uit. Tegelijkertijd nam de partij in bepaalde thema's een 'flinkse' positie in; ze legde meer nadruk op individuele responsabilisering en verrechtste op 'culturele' thema's zoals vreemdelingenbeleid. In de 21e eeuw zwoer de partij het neoliberalisme af. Tot slot vormde sp.a tussen 2002 en 2008 een kartel met Spirit, waarna een aantal links-liberale politici de overstap maakten naar de sociaaldemocraten.
Sinds 2019, toen voorzitter Conner Rousseau aantrad, positioneert de partij zich nog altijd als sociaal-economisch centrumlinks, maar schuift ze op de sociaal-culturele as op naar rechts, meer richting centrum. Daarmee gaat ze de concurrentie aan met het Vlaams Belang, die uitgesproken sociaal-cultureel rechts is, maar op sociaal-economische thema's is opgeschoven naar het centrum. Volgens een analyse van VRT NWS schoof Vooruit tussen 2019 en 2024 duidelijk op naar rechts als het gaat over thema’s zoals migratie, identiteit en criminaliteit, het meest van alle partijen. De beweging naar rechts van Vooruit wordt in verband gebracht met Mark Elchardus en wordt in de media het 'Deense model' genoemd, naar de Deense regeringspartij Socialdemokraterne, die over migratie rechtse posities inneemt. Naast sociaaldemocratisch wordt het partijprogramma onder voorzitter Rousseau door sommigen omschreven als sociaal-liberaal, populistisch, neosocialistisch en flinks.

### Internationaal
Internationaal associeert de partij zich met andere centrumlinkse, sociaaldemocratische partijen in de Europese partij PES en de fractie S&D en met progressieven wereldwijd in de Progressive Alliance. Vooruit is sinds 2017 geen lid meer van de Socialistische Internationale.

## Organisatie

### Voorzitters

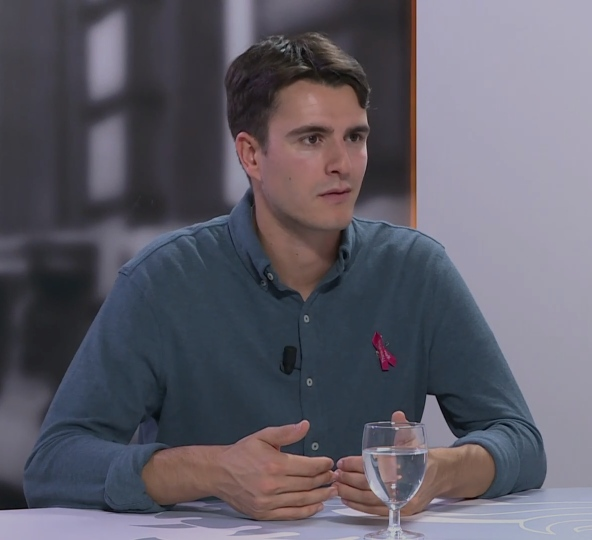
Sinds 18 juli 2024 is Conner Rousseau voorzitter. Rousseau werd herverkozen bij de voorzittersverkiezingen in 2024.

| Voorzitter          | Periode                             | Opmerkingen | Ondervoorzitter                         |
| ------------------- | ----------------------------------- | --- | --------------------------------------- |
| Karel Van Miert     | 26 november 1978 – 14 januari 1989  | Herkozen op 9 maart 1980, 8 mei 1982, 18 november 1984 en 15 maart 1987.                                        |                                         |
| Frank Vandenbroucke | 14 januari 1989 – 9 oktober 1994    | Verkozen op 14 januari 1989. Herkozen op 20 april 1991 en 17 april 1993.                                        |                                         |
| Louis Tobback       | 9 oktober 1994 – 24 april 1998      | Waarnemend voorzitter tot 29 januari 1995. Officieel verkozen op 29 januari 1995, herkozen op 14 december 1997. |                                         |
| Fred Erdman         | 24 april 1998 – 16 oktober 1999     | Waarnemend voorzitter tot 10 oktober 1998. Officieel verkozen op 10 oktober 1998.                               |                                         |
| Patrick Janssens    | 16 oktober 1999 – 29 maart 2003     | Verkozen op 16 oktober 1999. Herkozen op 13 oktober 2001.                                                       |                                         |
| Steve Stevaert      | 29 maart 2003 – 25 mei 2005         | Interim-voorzitter tot 11 oktober 2003. Officieel verkozen op 11 oktober 2003.                                  | Caroline Gennez (vanaf 11 oktober 2003) |
| Caroline Gennez     | 25 mei 2005 – 15 oktober 2005       | Waarnemend voorzitter.                                                                                          |                                         |
| Johan Vande Lanotte | 15 oktober 2005 – 21 oktober 2007   | Verkozen op 15 oktober 2005.                                                                                    | Caroline Gennez                         |
| Caroline Gennez     | 21 oktober 2007 – 18 september 2011 | Verkozen op 21 oktober 2007.                                                                                    | Dirk Van der Maelen                     |
| Bruno Tobback       | 18 september 2011 – 13 juni 2015    | Verkozen op 18 september 2011.                                                                                  | Joke Quintens                           |
| John Crombez        | 13 juni 2015 – 8 november 2019      | Verkozen op 13 juni 2015.                                                                                       | Stephanie Van Houtven                   |
| Conner Rousseau     | 8 november 2019 – 17 november 2023  | Verkozen op 8 november 2019. Herkozen op 4 juni 2023.                                                           | Funda Oru                               |
| Melissa Depraetere  | 18 november 2023 - 18 juli 2024     | Interim-voorzitter                                                                                              | Funda Oru                               |
| Conner Rousseau     | 18 juli 2024 - heden                | Verkozen op 18 juli 2024                                                                                        | Funda Oru                               |

### Partijleiding
| Voorzitter                            | Conner Rousseau                                                                                         | herkozen in juli 2024                       |
| Ondervoorzitter                       | Funda Oru                                                                                               | verkozen termijn van 4 jaar (november 2019) |
| Partijbureau                          | voorzitter, ondervoorzitter, nationaal secretaris, adjunct-nationaal secretaris(sen), 16 verkozen leden | komt wekelijks samen                        |
|                                       | |                                             |
| Studiedienst                          | Inti Ghysels                                                                                            |                                             |
| Politiek directeur                    | Gorik Van Holen                                                                                         |                                             |
|                                       | |                                             |
| Directeur Ambassadeurs                | Louie Van Rijsselberge                                                                                  |                                             |
| Congres                               | alle Vooruit-leden                                                                                      | komt jaarlijks samen in oktober             |
| Raad van voorzitters en secretarissen | alle voorzitters en secretarissen                                                                       | komt tweejaarlijks samen                    |

## Politieke mandaten

### Verleden

#### Kamerleden
| 70 |

| 68 |

| 78 |

| 70 |

| 73 |

| 70 |

| 64 |

| 69 |

| 66 |

| 77 |

| 86 |

| 84 |

| 84 |

| 64 |

| 59 |

| 61 |

| 59 |

| 62 |

| 58 |

| 35 |

| 26 |

| 35 |

| 32 |

| 40 |

| 32 |

| 35 |

| 28 |

| 21 |

| 20 |

| 19 |

| 14 |

| 25 |

| 23 |

| 20 |

| 14 |

| 26 |

| 13 |

| 23 |

| 13 |

| 20 |

| 09 |

| 16 |

| 13 |

- '19-'21: 186 zetels / '25-'32: 187 zetels / '36-'46: 202 zetels / '49-'91: 212 zetels / '95-'19: 150 zetels
-  BWP (1919-1939) - BSP (1946-1978)
-  SP (1981-1999) / sp.a-spirit (2002-2008) / sp.a (2008-2021) / Vooruit (2021-heden)
-  Parti Socialiste (1981 - heden)

#### Federale regeringsdeelnames
| Regering                                     | Premier           | Partijen                                | Van               | Tot               | Ministers en staatssecretarissen |
| -------------------------------------------- | ----------------- | --------------------------------------- | ----------------- | ----------------- | --- |
| Vóór 1978: zie regeringsdeelnames BWP en BSP |                   |                                         |                   |                   | |
| Martens I                                    | Wilfried Martens  | CVP/PSC BSP/PS FDF                      | 3 april 1979      | 23 januari 1980   | Willy Claes Marc Galle Jef Ramaekers Willy Calewaert Roger De Wulf Lydia De Pauw |
| Martens II                                   | Wilfried Martens  | CVP/PSC SP/PS                           | 23 januari 1980   | 18 mei 1980       | Willy Claes Marc Galle Jef Ramaekers Willy Calewaert Roger De Wulf Lydia De Pauw |
| Martens III                                  | Wilfried Martens  | CVP/PSC SP/PS PVV/PRL                   | 18 mei 1980       | 22 oktober 1980   | Willy Claes Marc Galle Willy Calewaert Roger De Wulf Freddy Willockx |
| Martens IV                                   | Wilfried Martens  | CVP/PSC SP/PS                           | 22 oktober 1980   | 6 april 1981      | Willy Claes Marc Galle Willy Calewaert Freddy Willockx Roger De Wulf Lydia De Pauw |
| M. Eyskens I                                 | Mark Eyskens      | CVP/PSC SP/PS                           | 6 april 1981      | 17 december 1981  | Willy Claes Marc Galle Willy Calewaert Freddy Willockx Roger De Wulf Lydia De Pauw |
|                                              |                   |                                         |                   |                   | |
| Martens VIII                                 | Wilfried Martens  | CVP/PSC SP/PS VU                        | 9 mei 1988        | 29 september 1991 | Willy Claes Louis Tobback Freddy Willockx (1988–1989) Marcel Colla (1989–1991) Norbert De Batselier (1988) Luc Van den Bossche (1988) Pierre Chevalier (1988–1990) Erik Derycke (1990–1991) Leona Detiège                                       |
| Martens IX                                   | Wilfried Martens  | CVP/PSC SP/PS                           | 29 september 1991 | 7 maart 1992      | Willy Claes Louis Tobback Erik Derycke Marcel Colla Leona Detiège |
| Dehaene I                                    | Jean-Luc Dehaene  | CVP/PSC SP/PS                           | 7 maart 1992      | 23 juni 1995      | Willy Claes (1992–1994) Frank Vandenbroucke (1994–1995) Erik Derycke Louis Tobback (1992–1994) Johan Vande Lanotte (1994–1995) Freddy Willockx (1992–1994) Marcel Colla (1994–1995)                                                             |
| Dehaene II                                   | Jean-Luc Dehaene  | CVP/PSC SP/PS                           | 23 juni 1995      | 12 juli 1999      | Johan Vande Lanotte (1995–1998) Louis Tobback (1998) Luc Van den Bossche (1998–1999) Erik Derycke Jan Peeters Marcel Colla |
| Verhofstadt I                                | Guy Verhofstadt   | VLD/PRL-FDF-MCC sp.a/PS Agalev/Ecolo    | 12 juli 1999      | 11 juli 2003      | Johan Vande Lanotte Luc Van den Bossche Frank Vandenbroucke |
| Verhofstadt II                               | Guy Verhofstadt   | VLD/MR sp.a-Spirit/PS                   | 11 juli 2003      | 21 december 2007  | Johan Vande Lanotte (2003–2005) Freya Van den Bossche Bruno Tobback (2004–2007) Renaat Landuyt (2004–2007) Peter Vanvelthoven Frank Vandenbroucke (2003–2004) Anissa Temsamani (2003) Kathleen Van Brempt (2003–2004) Bruno Tuybens (2005–2007) |
|                                              |                   |                                         |                   |                   | |
| Di Rupo I                                    | Elio Di Rupo      | Open Vld/MR sp.a/PS CD&V/cdH            | 6 december 2011   | 11 oktober 2014   | Johan Vande Lanotte Monica De Coninck John Crombez |
|                                              |                   |                                         |                   |                   | |
| De Croo                                      | Alexander De Croo | Open Vld/MR Vooruit/PS Ecolo/Groen CD&V | 1 oktober 2020    | 3 februari 2025   | Frank Vandenbroucke Meryame Kitir (2020–2022) Caroline Gennez (2022–2024) |
| De Wever                                     | Bart De Wever     | N-VA, MR, CD&V, Les Engagés, Vooruit    | 3 februari 2025   |                   | Frank Vandenbroucke Rob Beenders |

#### Vlaamse regeringsdeelnames
| Regering                    | Minister-president   | Partijen                         | Periode    | Ministers |  |
| --------------------------- | -------------------- | -------------------------------- | ---------- | --- |  |
| Regering-Geens I            | Gaston Geens         | CVP SP PVV VU                    | 1981–1985  | Marc Galle Roger De Wulf                                                                                             |  |
|                             |                      |                                  |            | |  |
| Regering-Geens IV           | Gaston Geens         | CVP SP PVV VU                    | 1988–1992  | Norbert De Batselier Roger De Wulf Luc Van den Bossche                                                               |  |
| Regering-Van den Brande I   | Luc Van den Brande   | CVP SP                           | 1992       | Norbert De Batselier Luc Van den Bossche Leona Detiège                                                               |  |
| Regering-Van den Brande II  | Luc Van den Brande   | CVP SP VU                        | 1992       | Norbert De Batselier Luc Van den Bossche Leona Detiège                                                               |  |
| Regering-Van den Brande III | Luc Van den Brande   | CVP SP VU                        | 1992–1995  | Norbert De Batselier (1992–1995) Luc Van den Bossche Leona Detiège (1992–1995) Leo Peeters (1995)                    |  |
| Regering-Van den Brande IV  | Luc Van den Brande   | CVP SP                           | 1995–1999  | Luc Van den Bossche (1995–1998) Steve Stevaert (1998–1999) Leo Peeters Eddy Baldewijns Anne Van Asbroeck (1995–1997) |  |
| Regering-Dewael             | Patrick Dewael       | VLD sp.a Agalev VU               | 1999–2003  | Steve Stevaert Renaat Landuyt Gilbert Bossuyt (2003)                                                                 |  |
| Regering-Somers             | Bart Somers          | VLD sp.a Groen! Spirit           | 2003–2004  | Renaat Landuyt Gilbert Bossuyt                                                                                       |  |
| Regering-Leterme            | Yves Leterme         | CD&V-N-VA sp.a-Spirit VLD-Vivant | 2004-2007  | Frank Vandenbroucke Kathleen Van Brempt                                                                              |  |
| Regering-Leterme            | Yves Leterme         | CD&V-N-VA sp.a-Spirit Open Vld   | 2004-2007  | Frank Vandenbroucke Kathleen Van Brempt                                                                              |  |
| Regering-Peeters I          | Kris Peeters         | CD&V-N-VA sp.a-Spirit Open Vld   | 2007–2009  | Frank Vandenbroucke Kathleen Van Brempt Bert Anciaux (tot 2008 voor Spirit)                                          |  |
| Regering-Peeters I          | Kris Peeters         | CD&V sp.a Spirit Open Vld        | 2007–2009  | Frank Vandenbroucke Kathleen Van Brempt Bert Anciaux (tot 2008 voor Spirit)                                          |  |
| Regering-Peeters I          | Kris Peeters         | CD&V sp.a Open Vld               | 2007–2009  | Frank Vandenbroucke Kathleen Van Brempt Bert Anciaux (tot 2008 voor Spirit)                                          |  |
| Regering-Peeters II         | Kris Peeters         | CD&V sp.a N-VA                   | 2009–2014  | Ingrid Lieten Freya Van den Bossche Pascal Smet                                                                      |  |
|                             |                      |                                  |            | |  |
| Regering-Diependaele        | Matthias Diependaele | N-VA Vooruit CD&V                | 2024–heden | Melissa Depraetere Caroline Gennez                                                                                   |  |

### Heden

#### Europees Parlement
- Bruno Tobback (Nederlandse kieskring)
- Kathleen Van Brempt (Nederlandse kieskring)

#### Kamer van volksvertegenwoordigers
- Jan Bertels
- Nele Daenen
- Achraf El Yakhloufi
- Fatima Lamarti
- Annick Lambrecht
- Brent Meuleman
- Funda Oru
- Oskar Seuntjens (fractievoorzitter)
- Jeroen Soete
- Niels Tas
- Anja Vanrobaeys
- Axel Weydts
- Alain Yzermans

#### Senaat
- Nawal Maghroud
- Katia Segers
- Kelly Van Tendeloo
- Kris Verduyckt

#### Federale regering
Na de verkiezingen voor de Kamer van volksvertegenwoordigers op 9 juni 2024 is de formatie van een nieuwe federale regering van start gegaan. Op 3 februari 2025 werd hieruit de regering-De Wever gevormd, waaraan Vooruit deelneemt.
| Federale regering De Wever | Federale regering De Wever | Federale regering De Wever                                                                     |
| Functie                    | Naam                       | Bevoegdheid                                                                                    |
| -------------------------- | -------------------------- | ---------------------------------------------------------------------------------------------- |
| Vicepremier                | Frank Vandenbroucke        | Sociale Zaken en Volksgezondheid, belast met Armoedebestrijding                                |
| Minister                   | Rob Beenders               | Consumentenbescherming, Sociale Fraudebestrijding, Personen met een handicap en Gelijke Kansen |

#### Vlaams Parlement
- Hannes Anaf
- Simon Bekaert
- Hans Bonte
- Kurt De Loor
- Hiba Faraji
- Hannelore Goeman
- Nawal Maghroud
- Els Robeyns
- Conner Rousseau
- Katia Segers
- Frederik Sioen
- Freya Van den Bossche
- Stephanie Vanden Eede
- Tina Van Havere
- Kelly Van Tendeloo
- Kris Verduyckt (fractievoorzitter)
- Bieke Verlinden
- Gianna Werbrouck

#### Vlaamse Regering
Na de Vlaamse verkiezingen op 9 juni 2024 is de formatie van een nieuwe Vlaamse regering van start gegaan. Op 30 september 2024 werd hieruit de regering-Diependaele gevormd, waaraan Vooruit deelneemt.
| Vlaamse regering Diependaele | Vlaamse regering Diependaele | Vlaamse regering Diependaele                           |
| Functie                      | Naam                         | Bevoegdheid                                            |
| ---------------------------- | ---------------------------- | ------------------------------------------------------ |
| Viceminister-president       | Melissa Depraetere           | Wonen, Energie en Klimaat, Toerisme en Jeugd           |
| Minister                     | Caroline Gennez              | Welzijn, Armoedebestrijding, Cultuur en Gelijke Kansen |

#### Brussels Hoofdstedelijk Parlement
- Ilyas Mouani
- Pascal Smet (fractievoorzitter)

#### Brusselse regering
Na de verkiezingen voor het Brussels Hoofdstedelijk Parlement op 26 mei 2019 is de formatie van een nieuwe Brusselse regering van start gegaan. Op 18 juli 2019 werd hieruit de regering-Vervoort III gevormd, waaraan Vooruit (in Brussel verkozen als One.Brussels-sp.a) deelneemt.
| Brusselse regering Vervoort III | Brusselse regering Vervoort III | Brusselse regering Vervoort III                                                                                      |
| Functie                         | Naam                            | Bevoegdheid |
| ------------------------------- | ------------------------------- | --- |
| Staatssecretaris                | Ans Persoons                    | Stedenbouw, Erfgoed, Europese en Internationale Betrekkingen, Buitenlandse Handel, Brandbestrijding en Medische Hulp |

#### Provinciaal en lokaal niveau
| Vlaamse Provincieraden | Vlaamse Provincieraden | Vlaamse Provincieraden | Vlaamse Provincieraden |
| Provincie              | Percentage             | Stemmen                | Zetelverdeling         |
| ---------------------- | ---------------------- | ---------------------- | ---------------------- |
| Antwerpen              | 11,0%                  | 88.127                 | 4 / 36                 |
| Limburg                | 14,4%                  | 56.456                 | 4 / 31                 |
| Oost-Vlaanderen        | 13,9%                  | 101.031                | 5 / 36                 |
| Vlaams-Brabant         | 12,8%                  | 66.626                 | 5 / 36                 |
| West-Vlaanderen        | 15,8%                  | 91.389                 | 6 / 36                 |

##### Provincieraadsleden
- Mohamed Akaychouc
- Kenan Akyil
- Jinnih Beels
- Dagmar Beernaert
- Anneke Crevits
- Goedele De Cock
- Bertrand Demiddeleer
- Danny Deneuker
- Habib El Ouakili
- Rania Fahi
- Marc Florquin
- Bruno Matthys
- Els Opdenbergh
- Nadia Othman
- Ellen Reumers
- Fauzaya Talhaoui
- Louis Tobback
- Johan Vande Lanotte
- Ivan Van der Taelen
- Julie Vandewatere
- Lieselotte Van Hoecke
- Jurgen Vanlerberghe
- An Wauters
- Tom Willems

##### Gedeputeerden
- Jinnih Beels
- Dagmar Beernaert
- Jurgen Vanlerberghe

##### Burgemeesters
- Glenn Van Rillaer (Boutersem)
- Steve Vandenberghe (Bredene)
- Jo Fonck (Denderleeuw)
- Patrick Lismont (Gingelom)
- Luk Draye (Herent)
- Jan Bertels (Herentals)
- Bert Moyaers (Herk-de-Stad)
- Alain Yzermans (Houthalen-Helchteren)
- Patrick Lansens (Koekelare)
- Mohamed Ridouani (Leuven)
- Jean-Pierre De Groef (Machelen)
- Fons Hannes (Meerhout)
- Ingrid Meulders (Niel)
- John Crombez (Oostende)
- Ludwig Vandenhove (Sint-Truiden)
- Hannes Anaf (Turnhout)
- Peter Roose (Veurne)
- Els Robeyns (Wellen)
- Youro Casier (Wervik)
- Brent Meuleman (Zelzate)